# Orotava
Orotava is een geslacht van insecten uit de familie van de Boorvliegen (Tephritidae), die tot de orde tweevleugeligen (Diptera) behoort.

## Soort
- O. cribrata (Bigot, 1892)